# IC 1647
IC 1647 ist eine Spiralgalaxie vom Hubble-Typ Sc im Sternbild Andromeda am Nordsternhimmel. Sie ist schätzungsweise 286 Millionen Lichtjahre von der Milchstraße entfernt und hat einen Durchmesser von etwa 60.000 Lj.
Im selben Himmelsareal befindet sich u. a. die Galaxie NGC 425.
Das Objekt wurde am 12. November 1903 von Stéphane Javelle entdeckt.